# Halster
Der Halster war ein niederländisches Volumenmaß und wurde als Getreidemaß mit regional und Getreidesorte abhängiger Größe angewendet.
Die Maße im Einzelnen:
- Gent 1 Halster  Weizen = 2608 Pariser Kubikzoll = 51 ⅗ Liter
- Gent 1 Halster Hafer = 2625 Pariser Kubikzoll = 52 Liter
- Löwen 1 Halster Weizen = 2616 Pariser Kubikzoll = 51 ⅞ Liter

In Gent war der Unterschied 
- Weizen 56 Halster = 1 Last
- Hafer 38 Halster = 1 Last

Hier waren auch 12 Halster gleich 1 Mudde oder 6 Säcke
- 2 Halster = 1 Sack = 5216 Pariser Kubikzoll = 103,47 Liter[2]